# Leo Vroegindeweij

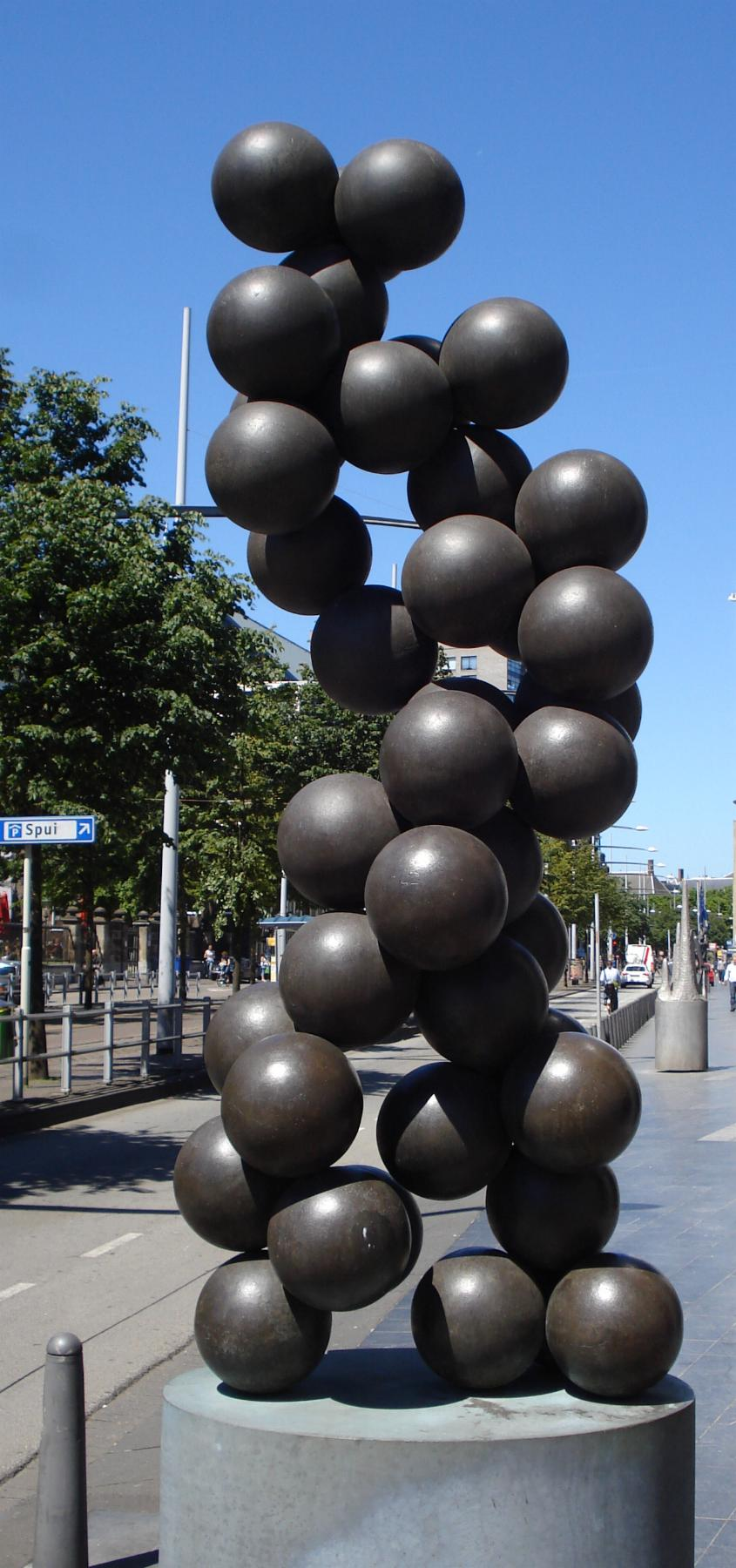
zonder titel, 2004, Sokkelplan in Den Haag

Leo Vroegindeweij (Dirksland, 16 augustus 1955) is een Nederlandse beeldhouwer.

## Leven en werk
Vroegindeweij voltooide in 1976 de lerarenopleiding MO handvaardigheid. Van 1976 tot 1978 volgde hij een post-academische opleiding bij Ateliers '63 in Haarlem. Hij ontving de Buys van Hultenprijs in 1977 en won de prestigieuze Prix de Rome in 1985. Hij was tussen 1983 en 2006 als docent verbonden aan de Willem de Kooning Academie in Rotterdam. Tevens was hij docent aan de post-academische opleiding van de Jan van Eyck Academie in Maastricht. Sinds 2005 is hij verbonden aan de Academie voor Beeldende vorming van de Amsterdamse Hogeschool voor de Kunsten.
Vroegindeweij werd vooral bekend door zijn kwetsbare geplooide beelden uit lood. Hij exposeerde zowel nationaal als internationaal.
Sinds de jaren 90 van de 20e eeuw is zijn werk anders van aard, getuige onder andere zijn bijdrage aan de Beeldengalerij P. Struycken (een project van Stroom met Peter Struycken, waarbij een reeks sokkels in het nieuwe centrum van Den Haag is geplaatst, waarvoor naast Vroegindeweij ook onder andere kunstenaars als Karel Appel, Sigurdur Gudmundsson en Carel Visser een sculptuur vervaardigden).
In 1990 maakte hij in opdracht van de Rijksgebouwendienst een fontein in de vijver voor het Rijksinstituut voor het Rassenonderzoek van Cultuurgewassen (RIVRO) in Bennekom.
In 1996 maakte hij een kunstwerk op de dorpsweide in Vaassen voor Stichting Kunstwerk Vaassen, bestaande uit elfhonderd gietijzeren elementen die een serie slingers vormen rondom twaalf platanen.
Een ander werk in de openbare ruimte bevindt zich op diverse locaties in de Postjesbuurt, in voormalig stadsdeel De Baarsjes (nu Amsterdam-West) in Amsterdam. Het betreft een opdracht van het Amsterdams Fonds voor de Kunst uit 1999.

## Werk (selectie)
- Lood (twee delen), 1982
- Lood, 1983
- Sculptuur lood (vijf delen). 1982